# 2013年飓风芭芭拉
飓风芭芭拉（英語：Hurricane Barbara）是有纪录以来登陆位置最偏东面的太平洋飓风，也是2013年太平洋飓风季形成的首场飓风，源自5月28日墨西哥东南方向的低气压区。气旋成型后缓慢朝东北偏北方向前进，于次日清晨达到热带风暴强度并获名“芭芭拉”。回转朝东北方向移动后，风暴于5月29日达到萨菲尔-辛普森飓风等级下的一级飓风标准，并以风力时速130公里，最低气压估计为983毫巴（百帕，29.03英寸汞柱）的最高强度登陆恰帕斯州，成为1966年开始有可靠记录以来东太平洋盆地登陆日期第二早的飓风。接下来芭芭拉穿过特万特佩克地峡，最终于5月30日在恰帕斯马德雷山脉上空消散。
飓风芭芭拉的前身在萨尔瓦多产生小到中雨，许多民宅受损，道路被淹，还有部分树木倒塌，该国有一人遇难。降水在危地马拉引发多起山体滑坡，迫使30人离开家园。面对风暴威胁，墨西哥发布热带气旋警告，恰帕斯州、瓦哈卡州和危地马拉开设多间避难所，学校和港口在气旋来袭期间临时关闭。据报导，当地降下倾盆大雨，许多地方停电。单恰帕斯州就有2000套房屋受损，约5万7000人流离失所。农业也受到显著影响，约有一万公顷庄稼毁于一旦。总体而言，飓风芭芭拉造成五人死亡，经济损失18.9亿墨西哥比索（1.48亿美元）。

## 气象历史

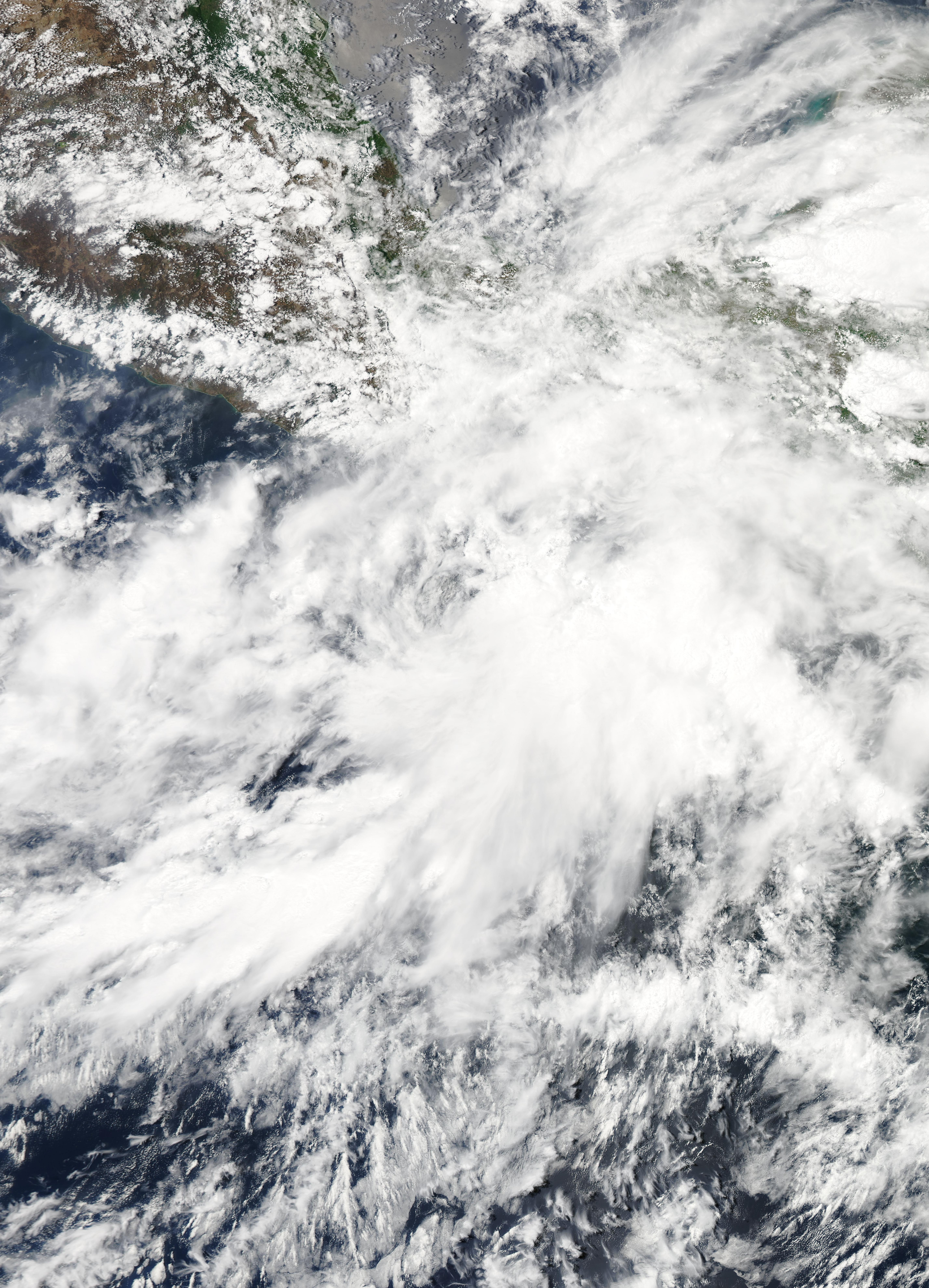
芭芭拉就源自5月27日的这条季风槽

5月16日，有东风波离开非洲西海岸穿越大西洋，于5月24日经中美洲进入东太平洋。美国国家飓风中心这天开始监控位于哥斯达黎加西南方向约240公里海域的扰动天气区，天气系统此时正同热带辐合带内嵌的季风槽相互影响。虽然整体结构杂乱无章，但气象机构预计系统还是会逐渐发展。5月25日，东风波同向东移动的开尔文波相互影响后在尼加拉瓜西南方向形成大范围低气压区。刚形成的低气压区周围很快就有对流组织起来，气象部门认为未来48小时内很可能会有热带气旋形成。据美国国家飓风中心估算，第二号热带低气压于协调世界时5月28日中午12点在瓦哈卡州安赫尔港（Puerto ángel）东南偏南方向约205公里洋面发展成型。
受水温超过30°C、风切变也很少的双重利好因素影响，刚刚形成的热带低气压迅速增强，深层对流聚拢成层次分明的中心。气旋继续组织，气象机构于5月29日凌晨0点将热带低气压升级成热带风暴，并以“芭芭拉”（Barbara）为其命名。风暴过后，气象部门经重新分析认定芭芭拉成为热带风暴的时间还要早六个小时。气旋呈现出眼状特征，风速经德沃夏克分析法估算已达到每小时65公里。由于副热带高压脊出现空隙，芭芭拉此时已开始回转朝东北方向前进。午夜时分，风暴中心的眼状特征已发展成中央密集云区，周围由深层对流层层环绕。芭芭拉的雨带将大部分环流包裹起来，雷达图像表明其中的风眼墙已经越来越清晰。此后，气旋开始加速逼近恰帕斯州海岸并继续稳步增强。
5月29日下午18点左右，芭芭拉在瓦哈卡州萨利纳克鲁斯（Salina Cruz）东南偏东方向约105公里海域升级成飓风。气旋接下来达到最大持续风速每小时130公里，最低气压估计为983毫巴（百帕；29.03英寸汞柱）的最高强度，然后很快就于晚上19点50分以该强度从托纳拉登陆，成为1966年开始有可靠记录以来东太平洋盆地登陆点最偏东侧、并且登陆日期第二早的飓风。进入特万特佩克地峡的陆地上空后，风暴急剧减弱。随着顶层云系回暖，芭芭拉也在5月30日凌晨0点降级成热带风暴。仅九小时后，气旋的下层环流已被山地扰乱，芭芭拉随即消退成热带低气压。5月31日清晨，气旋的下层环流在墨西哥夸察夸尔科斯西北偏北方向约40公里位置消散，气旋残留随后进入墨西哥湾。

## 防灾措施
第二号热带低气压于5月28日形成后，墨西哥国家气象局立即向瓦哈卡州查卡华泻湖国家公园至恰帕斯州皮希希亚潘（Boca de Pijijiapan）之间的南部沿海地区发布热带风暴警告。风暴表现出升级成飓风的趋势后，上述地区又于5月29日上午10点25日进入飓风警告生效状态。坎佩切州发布蓝色预警（最低预警级别）。危地马拉发出“预防”警报，芭芭拉的形成和发展同对该国构成重大破坏与人员伤亡的飓风米奇和热带风暴阿加莎类似，所以也可能引起山洪爆发。恰帕斯州西部、瓦哈卡州中部和南部接获黄色警报（中等程度威胁），恰帕斯州中西部、瓦哈卡州东南部和东部则进入红色警戒状态（高风险）。
多条河流沿线开有避难所。恰帕斯州共开设有122间避难所，足以容纳30万人前来躲避，但实际前来的仅有147人。政府官员还在这些避难所中开设57个保健中心。瓦哈卡州有20个城镇或村庄开设避难所。恰帕斯州、瓦哈卡州和格雷罗州的沿海居民及海上人员收到通知，建议他们谨慎行事。此外，瓦哈卡州的学校停课，曼萨尼约海滩附近的大小船只全部抛锚靠岸，避免受到狂风巨浪的冲击，阿卡普尔科也中止各项水上运动。恰帕斯州的多个港口都因风暴威胁关闭。

## 影响和善后

### 中美洲
芭芭拉的扰动天气前身在萨尔瓦多降下小到中雨，许多民房受损，道路被淹，还有部分树木倒塌。一名44岁的女性被树砸中后伤重不治。阿卡胡特拉海滩附近有四幢民居受到狂风巨浪破坏，当地开有多间避难所，但仅有七人前来躲避。这股扰动天气还在危地马拉引发山体滑坡，有30人因此转移到避难所。

### 墨西哥

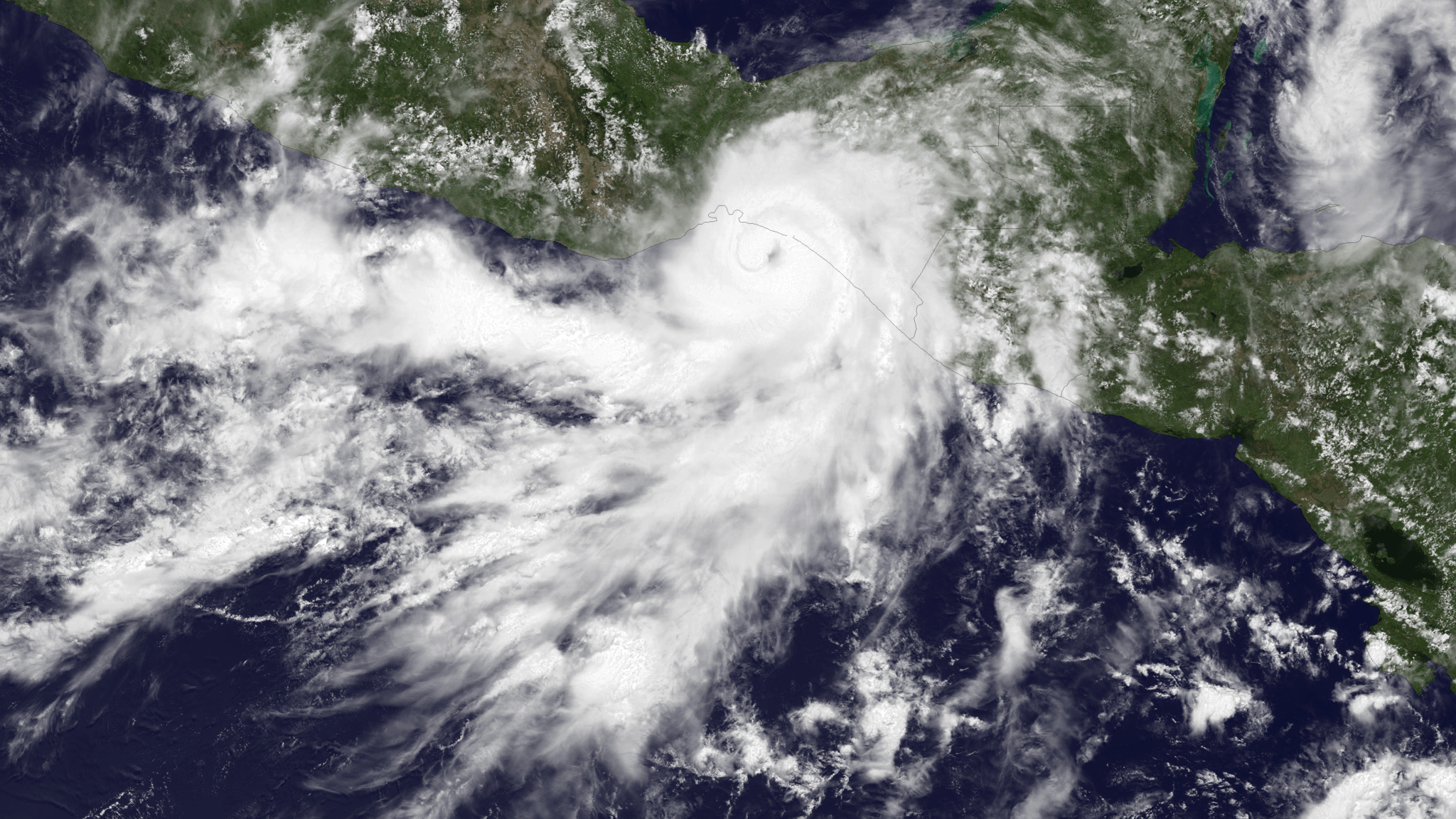
飓风芭芭拉登陆恰帕斯州

热带风暴芭芭拉的外围雨带从5月29日清晨就开始在墨西哥多个州降下瓢泼大雨，瓦哈卡州、恰帕斯州、格雷罗州和韦拉克鲁斯州出现停电。该国的最高降雨量达470毫米。奥科辛戈的24小时降雨量达到220.5毫米。风暴登陆期间袭击的大部分是未经开发的沿海泻湖，其间只有几个小渔村。但是，倾盆大雨在阿卡普尔科引发严重洪灾，多条通往当地的道路被淹，还有部分高速公路受损，总体破坏程度相当可观。
瓦哈卡州共有四人遇难。该州近海有一名61岁的美国男子因海况恶劣溺毙，另有一名26岁的男子在试图渡河时淹死。萨利纳克鲁斯还有位60岁的男子死亡。此外，塔帕纳特佩克（Tapanatepec）有14名渔夫失踪，其中两人很快生还，另有八人在气旋过后数天内获救。余下的四人始终下落不明，推定其中一人已经死亡。托纳拉和阿里亚加（Arriaga）是飓风灾情最严重的地区，数十棵树木、电线杆，以及广告牌和屋顶因狂风受损，许多餐厅被大浪摧毁，多户民宅被淹或被毁，导致许多人无家可归。不过，恰帕斯州其他地区的破坏程度很轻。该州共有50人撤离，约2000套民房受损。墨西哥全国共有5万7000人流离失所，一万公顷农作物毁于一旦，其中芒果作物约有3500公顷，估计损失的芒果有2万2751.88吨，损失数额估计为18.9亿墨西哥比索（相当于同年的1.48亿美元）。
芭芭拉令墨西哥1万9000人受灾，风暴过后该国开设16间医疗中心，共127名医生和318名护士向受灾最严重的地区提供医疗服务。恰帕斯州和瓦哈卡州分别有36和五个市镇进入紧急状态。